# 6,5 mm Creedmoor
El 6,5 mm Creedmoor (6,5 × 48 mm), abreviado 6,5 Creedmoor, es un cartucho para fusil de fuego central introducido por Hornady en el año 2007 y diseñado por Dave Emary y Dennis DeMille, quienes ajustaron el cuello del casquillo del .30 Thompson Center para alojar un proyectil de 6,5 mm.
El 6,5 mm Creedmoor fue diseñado específicamente para tiro deportivo a larga distancia, sin embargo ha logrado posicionarse como uno de los cartuchos más populares para la caza mayor. Si bien el 6,5 mm Creedmoor tiene una menor velocidad de salida que cartuchos del mismo calibre con casquillos más largos como el 6,5-284 Norma, el .264 Winchester Magnum o el 6,5mm Remington Magnum, este puede ser alimentado en un mecanismo de acción corta, al igual que el .308 Winchester.

## Consideraciones de diseño
El calibre 6,5 mm (.264") en general se caracteriza por su densidad seccional y coeficiente balístico, el 6,5 mm Creedmoor fue concebido para ser disparado a largas distancias, usando proyectiles más largos y aerodinámicos, de mayor coeficiente balístico que los convencionales para el calibre. Esta característica se logró produciendo cañones con paso de estrías de 1:20,3 cm, que permiten estabilizar los proyectiles más largos y pesados.
Con cargas máximas, el 6,5 mm Creedmoor es capaz de replicar la velocidad y trayectoria de ciertas cargas del .300 Winchester Magnum generando un retroceso significativamente más bajo, debido a que el proyectil es más ligero y la carga de pólvora menor.

## Dimensiones de cartucho
La vaina del cartucho 6,5 mm Creedmoor tiene 3,4 ml de capacidad.

## Desempeño
El 6,5 mm Creedmoor es comparable al .260 Remington y al 6,5 × 47 mm Lapua. Con balas Hornady SST de 8,4 g genera una energía de 2225 julios a 270 metros. Con el proyectil de 9,1 gramos genera una velocidad de salida de 823 m/s y tiene una trayectoria plana máxima de 240 m para un objetivo de 15 cm de diámetro, manteniendo una energía de casi 2169 julios a 270 m con un cañón de 61 cm, mientras que el .300 Winchester Magnum con un proyectil de 13 gramos genera una velocidad de salida de 893 m/s y 812 m/s con una bala de 13,6 gramos.

## Uso deportivo
Si bien el 6,5 Creedmoor fue desarrollado como cartucho de tiro deportivo, ha logrado aceptación para la caza deportiva de especies de tamaño mediano como el venado de cola blanca, el berrendo o el ciervo mulo y con proyectiles adecuado puede ser usado para cazar especies como el ciervo rojo o el wapiti.
Debido al alto coeficiente balístico, el 6,5 Creedmoor otorga una trayectoria plana y es capaz de sortear el efecto del viento de manera muy eficiente. Sin embargo, estas características difícilmente se pueden aprovechar a distancias que incluso pueden ser consideradas largas en condiciones de caza. Sin embargo, al poder ser alimentado en un mecanismo corto, permite construir un fusil más corto y ligero que un fusil recamarado para un cartucho de longitud estándar como el .270 Winchester o el .30-06 Springfield.
Comparando al 6,5 Creedmoor con un proyectil de 9,1 gramos (coeficiente balístico 0,509), con el .270 Winchester con un proyectil de 8,4 gramos granos (C.B: 0,433), ambos con la proyectiles "Ballistic Silvertip", el 6,5 Creedmoor tendrá una velocidad de salida de salida de 820 m/s y retiene una velocidad de 575 m/s 450 metros, mientras que el .270 Winchester con una velocidad de salida de 927 m/s, retiene una velocidad de 620 m/s 450 metros. Si bien, debido al mayor coeficiente balístico, el 6,5 Creedmoor desacelera menos, el .270 sigue siendo más rápido, resultando en una trayectoria más templada.

## Uso militar
En octubre de 2017, Estados Unidos (USSOCOM) probó el rendimiento de los cartuchos 7,62 × 51 mm OTAN, el .260 Remington y 6,5 mm Creedmoor con fusiles SR-25, M110Un1 y Mk 20 (SSR) Sniper Support. SOCOM Determinó que el 6,5 Creedmoor fue superior, duplicando la capacidad de alcanzar un blanco a 1000 m y reduciendo la desviación por viento del 7,62 × 51 mm en un tercio. Las pruebas mostraron que el .260 Remington y 6,5 mm Creedmoor eran similarmente precisos y que el comportamiento balístico externo era también muy similar.
En noviembre de 2019, la fuerza naval de Estados Unidos ordenó kits de conversión para cambiar a 6,5 Creedmoor para la variante M110K1 del M110 Semi-Automatic Sniper System.
En abril del 2020 el Departamento de Defensa de Estados Unidos decidió reemplazar el fusil de francotirador Mk13 en .300 Winchester Magnum por una plataforma AR-10 recamarada para el 6,5 mm Creedmoor con un cañón de 50 cm para situaciones de tiro de hasta 1100 m.